# Dana Powell
Dana Powell es una actriz cómica estadounidense conocida por interpretar a Pam Tucker, la hermana de Cam, en Modern Family (2013-2019).

## Trayectoria
Powell creció en Springfield, Misuri, donde asistió a la escuela secundaria Hillcrest. Desarrolló un interés en el teatro después de una audición fallida para Fiddler on the Roof como estudiante de primer año de secundaria. Su primer papel actoral fue el de ama de llaves en una producción de la escuela secundaria de The Sound of Music. Después de asistir brevemente a Ozarks Technical Community College , obtuvo una licenciatura en teatro de la Universidad Estatal de Missouri en 1999. Trabajó en la redacción de Springfield 33(una estación de radio más tarde conocida como KSPR) antes de mudarse a Los Ángeles para estudiar comedia de improvisación en iO West y Upright Citizens Brigade Theatre.
Un papel televisivo temprano para Powell fue en Reno 911! en 2005. Interpretó a una azafata en la película Bridesmaids de 2011 y tuvo un papel recurrente en la comedia de ABC Suburgatory (2011-2013). Otras apariciones especiales incluyen comedias de televisión como Two Broke Girls , The Office y Veep. 
El papel más conocido de Powell es el de Pameron "Pam" Tucker , la hermana del personaje principal Cameron "Cam" Tucker ( Eric Stonestreet ), en la comedia de ABC Modern Family. Apareció por primera vez en el episodio de la quinta temporada " Farm Strong " en 2013, regresó para 14 episodios en total. Powell conocía a Stonestreet de sus días de comedia de improvisación y lo consideraba su "hermano mayor no oficial en la vida real".
Powell ha trabajado en publicidad digital como escritor. Ella y la actriz Alison Royer presentaron el Absolute Worst Podcast de mayo de 2017 a diciembre de 2018. Desde 2019, ha presentado The Rants and Raves Podcast con la actriz Jessica Young. 
Powell conoció a su esposo, Dan Tipton, en el estado de Misuri y, poco después de graduarse, él la invitó a mudarse a Los Ángeles. Tipton trabajó como supervisor de producción para Modern Family. Tienen un hijo.